# Мейсонвілл (Айова)
Мейсонвілл (англ. Masonville) — місто (англ. city) в США, в окрузі Делавер штату Айова. Населення — 99 осіб (2020).

## Географія
Мейсонвілл розташований за координатами 42°28′47″ пн. ш. 91°35′29″ зх. д. / 42.47972° пн. ш. 91.59139° зх. д. (42.479848, -91.591502).  За даними Бюро перепису населення США в 2010 році місто мало площу 0,86 км², уся площа — суходіл.

## Демографія
Згідно з переписом 2010 року, у місті мешкало 127 осіб у 55 домогосподарствах у складі 36 родин. Густота населення становила 148 осіб/км².  Було 57 помешкань (66/км²).
Расовий склад населення:
| - 96,9 % — білих |

До двох чи більше рас належало 3,1 %. Частка іспаномовних становила 0,8 % від усіх жителів.
За віковим діапазоном населення розподілялося таким чином: 24,4 % — особи молодші 18 років, 63,0 % — особи у віці 18—64 років, 12,6 % — особи у віці 65 років та старші. Медіана віку мешканця становила 40,5 року. На 100 осіб жіночої статі у місті припадало 86,8 чоловіків;  на 100 жінок у віці від 18 років та старших — 100,0 чоловіків також старших 18 років.
Середній дохід на одне домашнє господарство  становив 44 753 долари США (медіана — 28 438), а середній дохід на одну сім'ю — 55 250 доларів (медіана — 47 500). За межею бідності перебувало 12,1 % осіб, у тому числі 30,8 % дітей у віці до 18 років та 0,0 % осіб у віці 65 років та старших.
Цивільне працевлаштоване населення становило 57 осіб. Основні галузі зайнятості: виробництво — 26,3 %, мистецтво, розваги та відпочинок — 22,8 %, освіта, охорона здоров'я та соціальна допомога — 21,1 %.